# Chromis analis
Chromis analis es una especie de peces de la familia Pomacentridae en el orden de los Perciformes.

## Morfología
Los machos pueden llegar alcanzar los 17 cm de longitud total.

## Hábitat
Es un pez de mar.

## Distribución geográfica
Se encuentra al oeste del Índico (Sudáfrica) y el Pacífico (sur del Japón, Islas Ryukyu, China, Filipinas, República de Palau, Indonesia, Nueva Guinea, Islas Salomón, Vanuatu, Nueva Caledonia , Fiyi y el norte de la Gran Barrera de Coral).